# Park Zdrojowy w Horyńcu-Zdroju
Park Zdrojowy w Horyńcu-Zdroju – park pełniący funkcję uzdrowiskową, położony w centrum Horyńca-Zdroju pomiędzy ulicą Adama Mickiewicza od strony zachodniej, Aleją Przyjaźni od północy i ulicą Zdrojową od wschodu, z przecinającymi go potokami Glinianiec i Horynianka, o powierzchni 6,7 ha. Park założyli Karłowscy pod koniec lat 20. XX w.
W latach międzywojennych Park Zdrojowy w Horyńcu-Zdroju był jednym z najbardziej urokliwych, zarówno pod względem architektury parkowej, jak też połączenia jej z funkcją uzdrowiskową i mógł konkurować z podobnymi europejskimi obiektami uzdrowiskowymi.
Park wpisano w 1993 do rejestru zabytków.

## Historia
Horynieckie źródła siarczkowe znane były od dawna. Podobno z ich właściwości leczniczych mieli korzystać królowa Marysieńka i Jan Sobieski. W 1863 o źródle mineralnym w Horyńcu wspomina Encyklopedia Orgelbranda. Pierwszy prymitywny zakład kąpielowy powstał pod koniec XIX w. założony staraniem księcia Aleksandra Oskara Ponińskiego. Wykorzystywano dwa źródła siarczane, z których czerpano wodę do kąpieli i do picia. Leczono głównie schorzenia reumatyczne. Zakład był czynny tylko latem, a w sezonie bywało tu do 300 osób. Urządzenia kąpielowe uległy zniszczeniu podczas I wojny światowej i zdrój przestał funkcjonować.

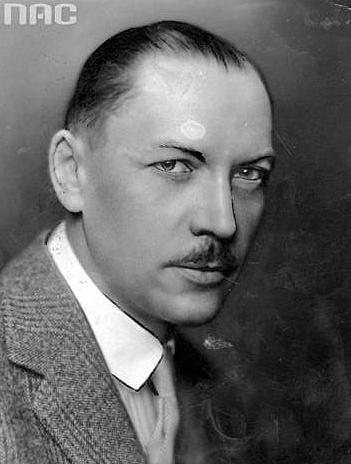
Założyciel parku Stanisław Karłowski
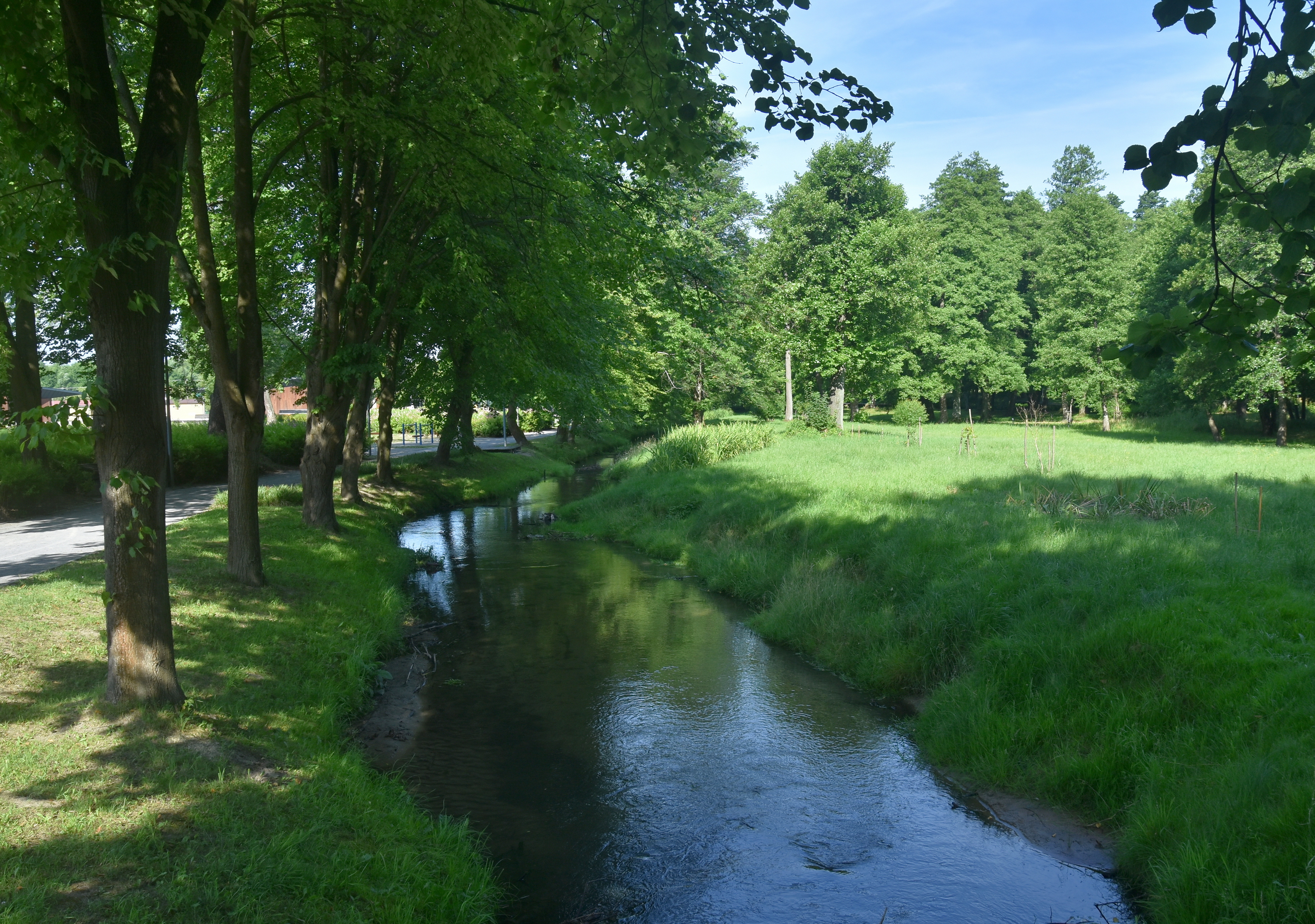
Potok Glinianiec w parku
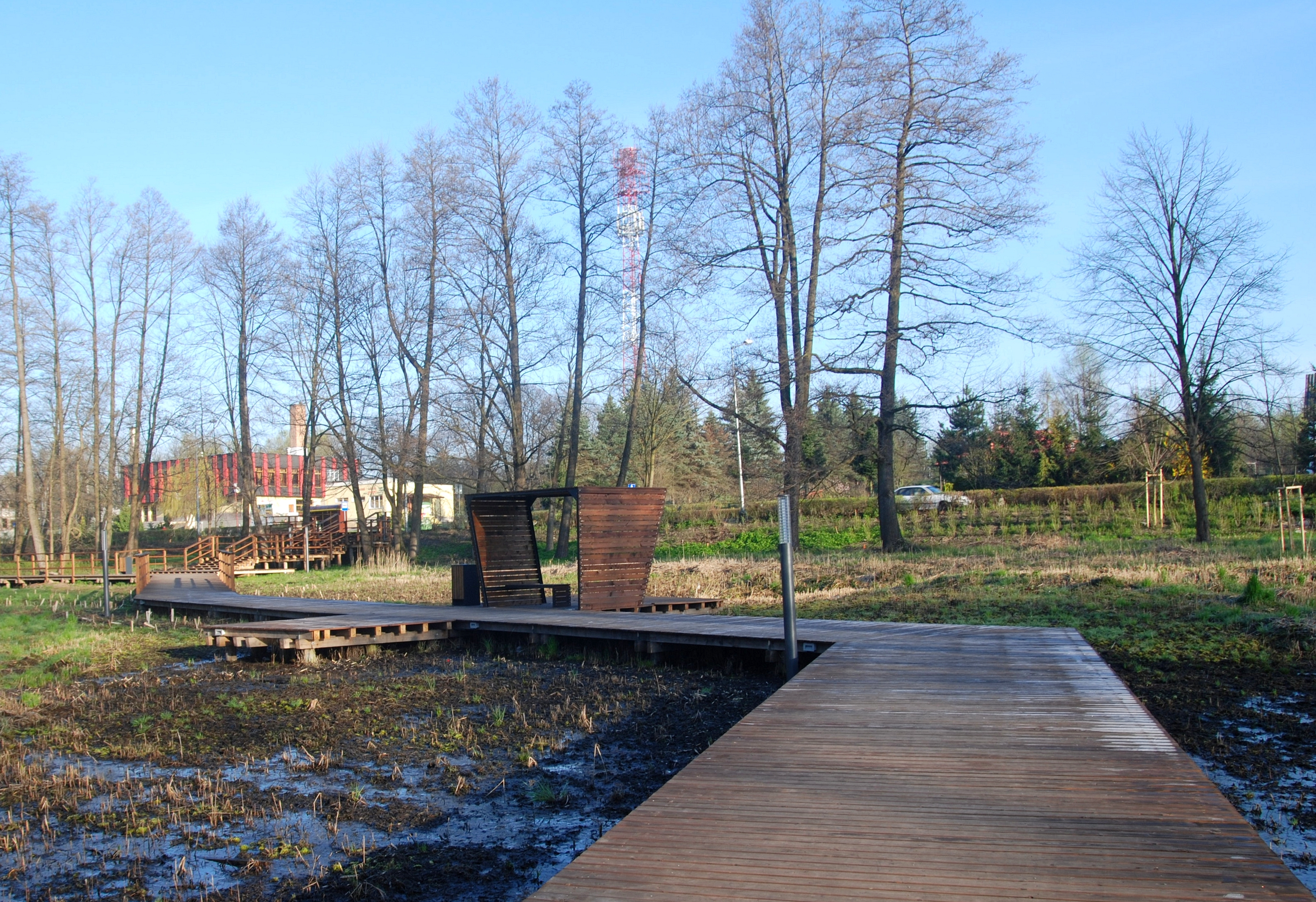
Wyjście z parku na ul. Mickiewicza

Reaktywacja zdrojowiska nastąpiła w latach 20 XX w., kiedy to majątek horyniecki w 1920 przeszedł, po bezpotomnej śmierci Kaliksta Ponińskiego, w ręce rodziny Karłowskich. W 1923 senator Stanisław Karłowski otworzył pierwszy profesjonalny zakład kąpielowy. Wybudował łazienki kąpieli siarczanych w stylu zakopiańskim. Gdy w 1927 liczba kuracjuszy przekroczyła 800 osób, powstała koncepcja założenia parku zdrojowego na obszarze przylegającym do łazienek. Wkrótce rozległy teren sięgający linii kolejowej pozyskano pod przyszły park poprzez transakcje wymiany chłopskich łąk przylegających do zakładu kąpielowego za części nieruchomości ziemskich. Zresztą na bardzo korzystnych dla chłopów warunkach. Zadanie uporządkowania i zagospodarowania terenów wokół zakładu zrealizowali: sprowadzeni w 1929 z rodzinnego majątku w Szelejewie, mający doświadczenie ogrodnicze Franciszek Banaszak z braćmi oraz mieszkańcy Horyńca. Podmokłe łąki zamieniły się w uzdrowiskowy deptak na którym pojawili się spacerujący kuracjusze. Wokół powstały zelektryzowane, skanalizowane i nowocześnie urządzone pensjonaty jak „Kalikstówka”, czy „Aleksandrówka”. Karłowscy przyczynili się nie tylko do rozwoju infrastruktury technicznej zdroju, ale także dbali o  kulturalną rozrywkę dla odwiedzających gości. W parku od rana rozbrzmiewała muzyka, a wieczorem organizowano potańcówki na wolnym powietrzu lub w Sali Zdrojowej. Odbywały się specjalne festyny i imprezy sportowe na boisku zlokalizowanym tuż za łazienkami.

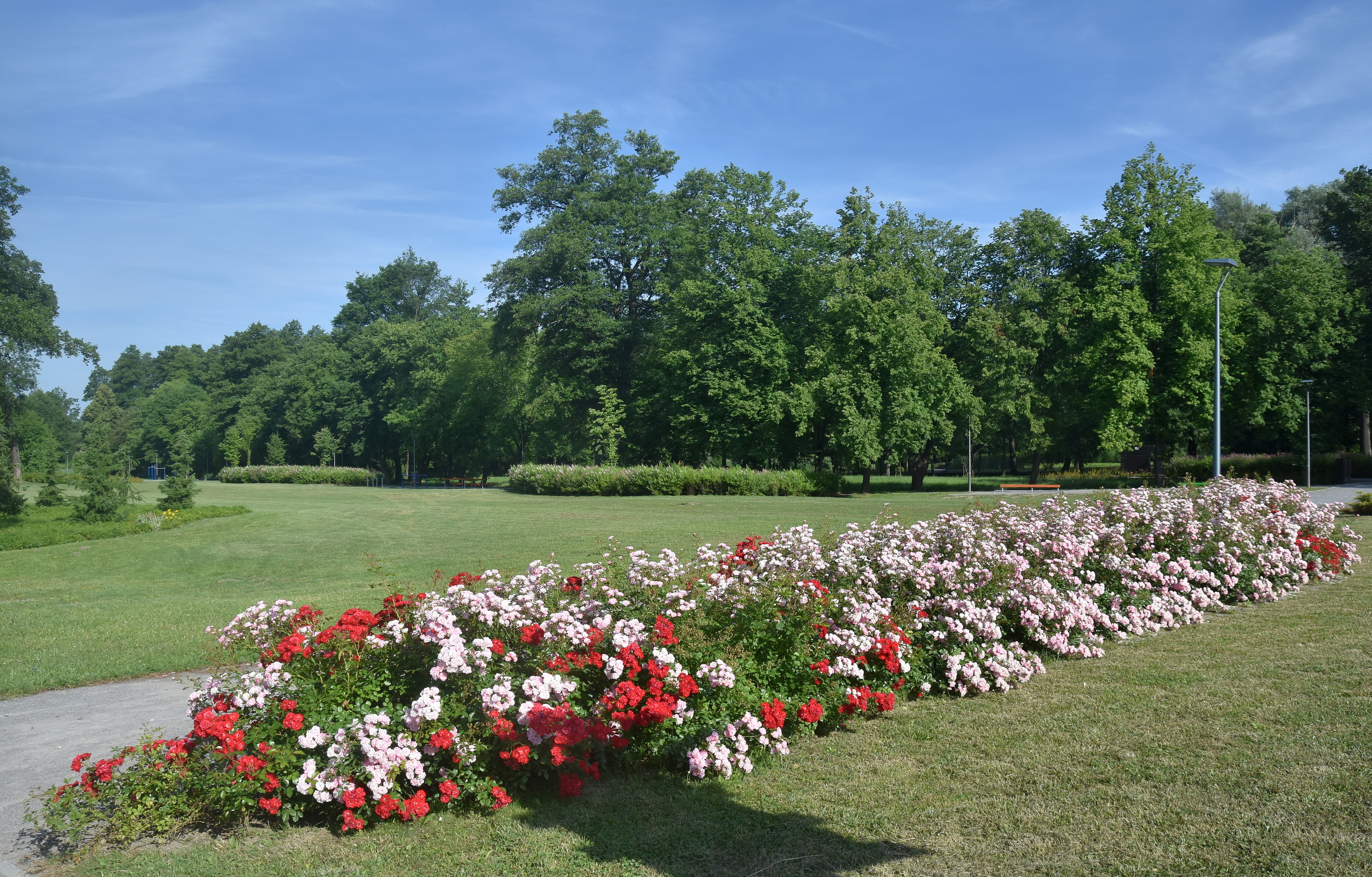
Parkowe łąki
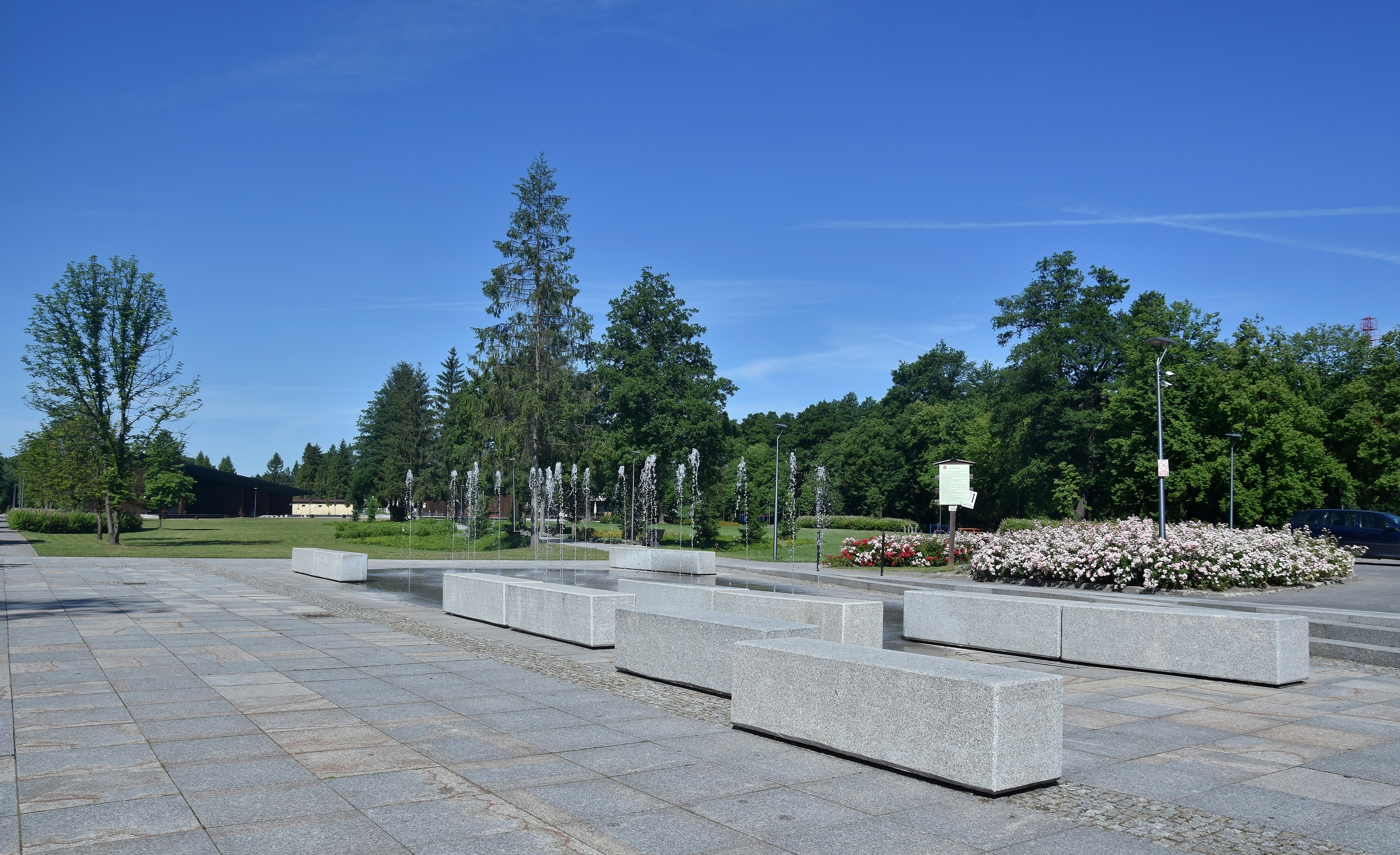
Plac wejściowy z fontanną
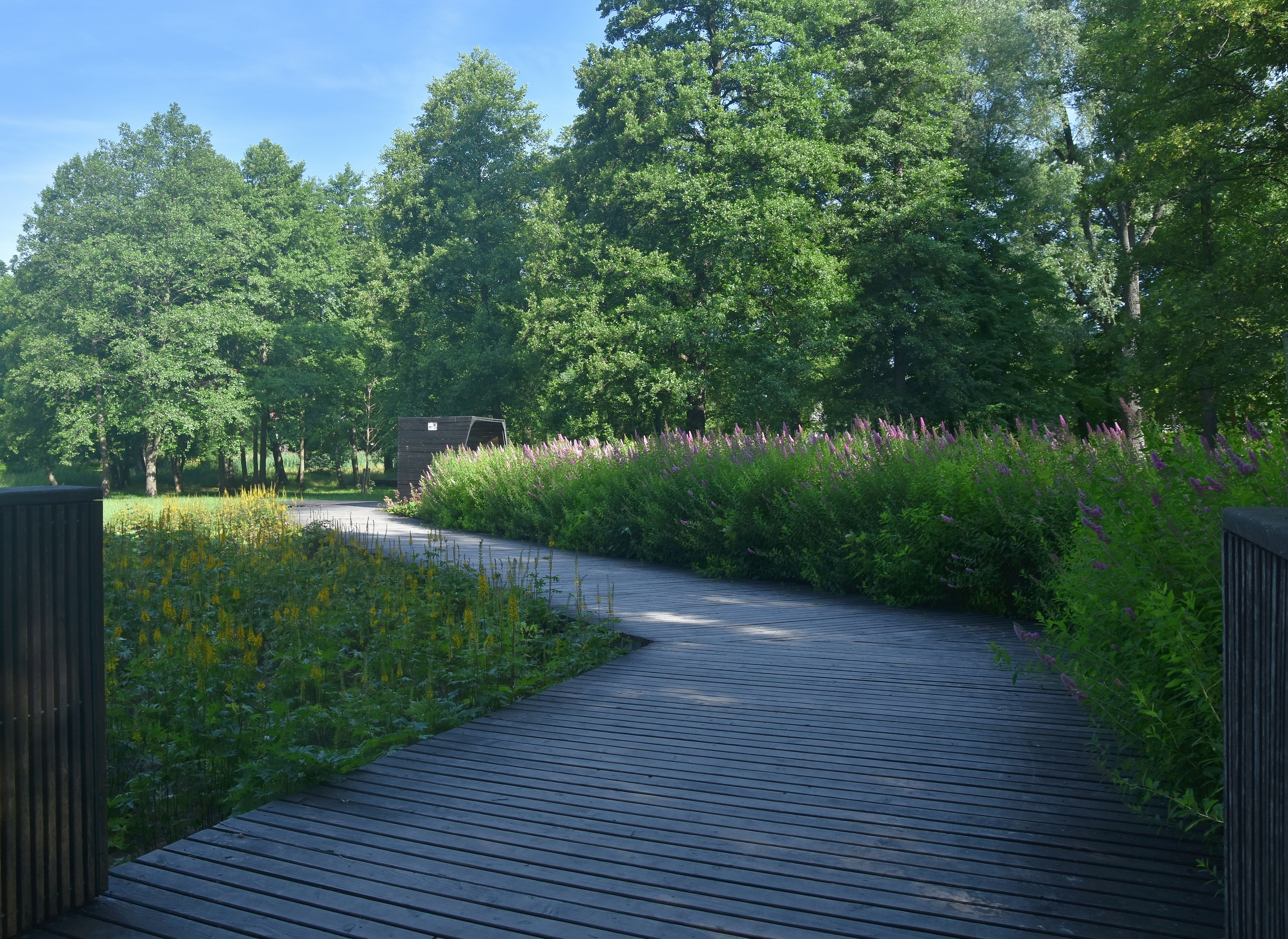
Ścieżka parkowa

Szczyt świetności parku i całego zdroju przypadł na rok 1939. Wybuch II wojny światowej przekreślił jego dynamiczny rozwój. Pod okupacją radziecką zakład zdrojowy pełnił funkcję pralni i umywalni, a pensjonaty przekształcono w koszary. Z kolei po czerwcu 1941 oficerowie niemieccy w części łazienek urządzali kąpiele lecznicze dla wojska. W wyniku późniejszych działań i zniszczeń dokonanych przez UPA, uzdrowisko z parkiem popadło w ruinę. 
Próby reaktywacji uzdrowiska nastąpiły w 1957. Według planów w Horyńcu miało powstać pierwsze w Polsce spółdzielcze uzdrowisko, jako Pomnik Tysiąclecia Państwa Polskiego. W 1962 Centrala Rolniczych Spółdzielni wybudowała w parku zdrojowym w miejscu przedwojennych łazienek tymczasowy zakład przyrodoleczniczy wraz z pijalnią wody mineralnej, zespołem terapii terenowej i parkiem rehabilitacji, które miały służyć do ambulatoryjnego leczenia i szkolenia kadr przyszłego uzdrowiska. Skwer przed zakładem zabudowano klombami i charakterystyczną fontanną zwaną przez mieszkańców „sputnikiem”. W latach 70. XX w. w wyniku działań ówczesnego naczelnika gminy Mariana Szymańskiego na terenie parku wokół zakładu wykonano nowe alejki, zainstalowano oświetlenie, wyposażono w ławki. Wycięto stare drzewa i posadzono kilkaset sztuk tui i innych krzewów, a parkowe łąki były systematycznie koszone przez pracowników zdroju. Znowu jak przed laty zakwitło w parku życie towarzyskie i kulturalne. Park przeżywał  swoją „drugą  młodość”.
W latach 80. XX w. rozpoczęto budowę nowego centrum uzdrowiskowego zlokalizowanego w zupełnie nowej dzielnicy uzdrowiska w pobliżu wielkiego kompleksu leśnego. W 1998 po przeniesieniu działalności leczniczej w nowe miejsce stary zakład przyrodoleczniczy został rozebrany. Park przez wiele lat sprawiał wrażenie opuszczonego. W 2004 podjęto kolejną nieudaną próbę jego zagospodarowania. Opracowany przez Arboretum w Bolestraszycach plan odnowy szaty roślinnej nie został zrealizowany. Wizerunek Parku Zdrojowego w okresie od lat powojennych aż do roku 2013 w niczym nie przypominał obiektu o charakterze architektury parkowej, a już zdrojowej w żadnym względzie. 

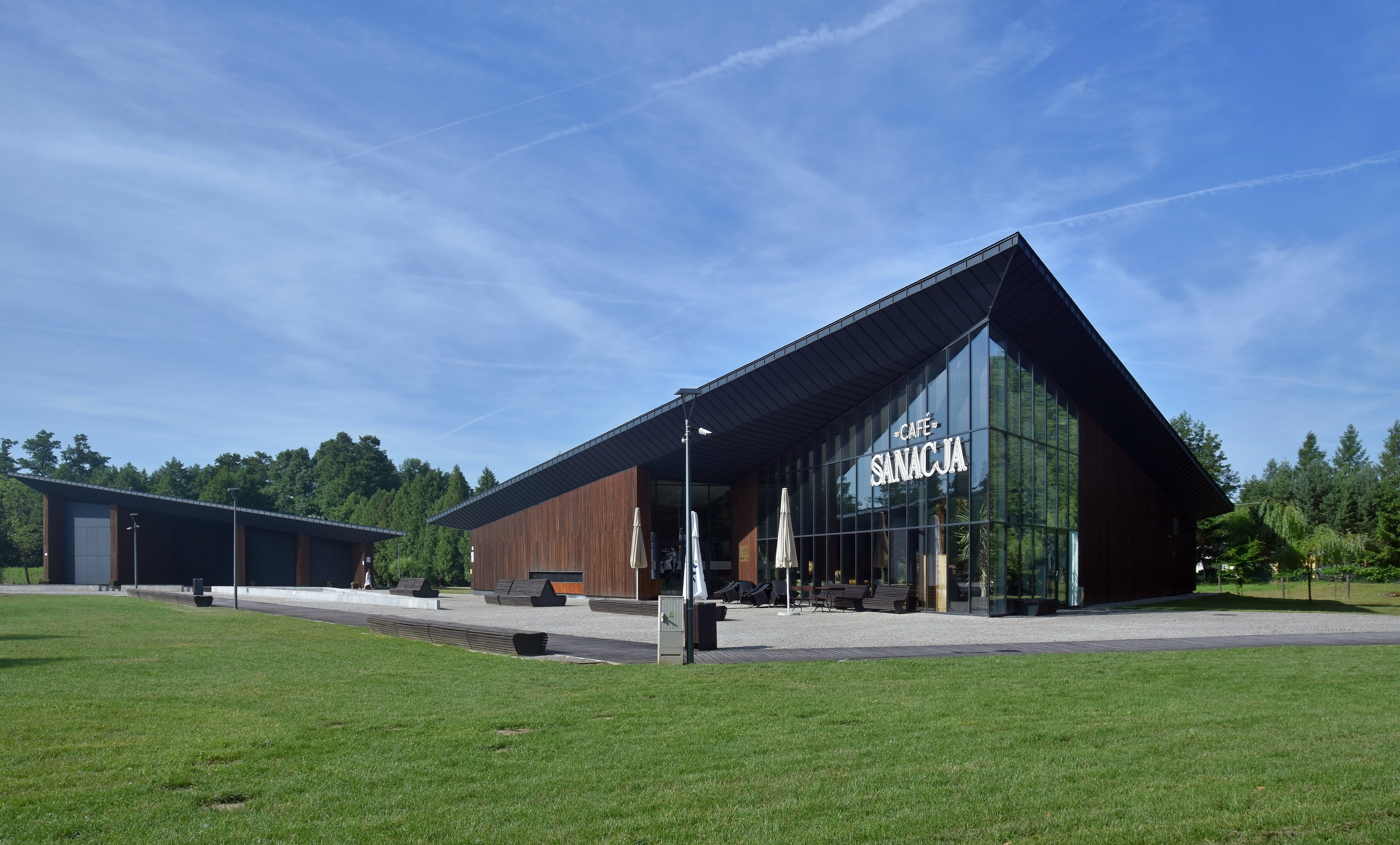
Pijalnia wód mineralnych i kawiarnia
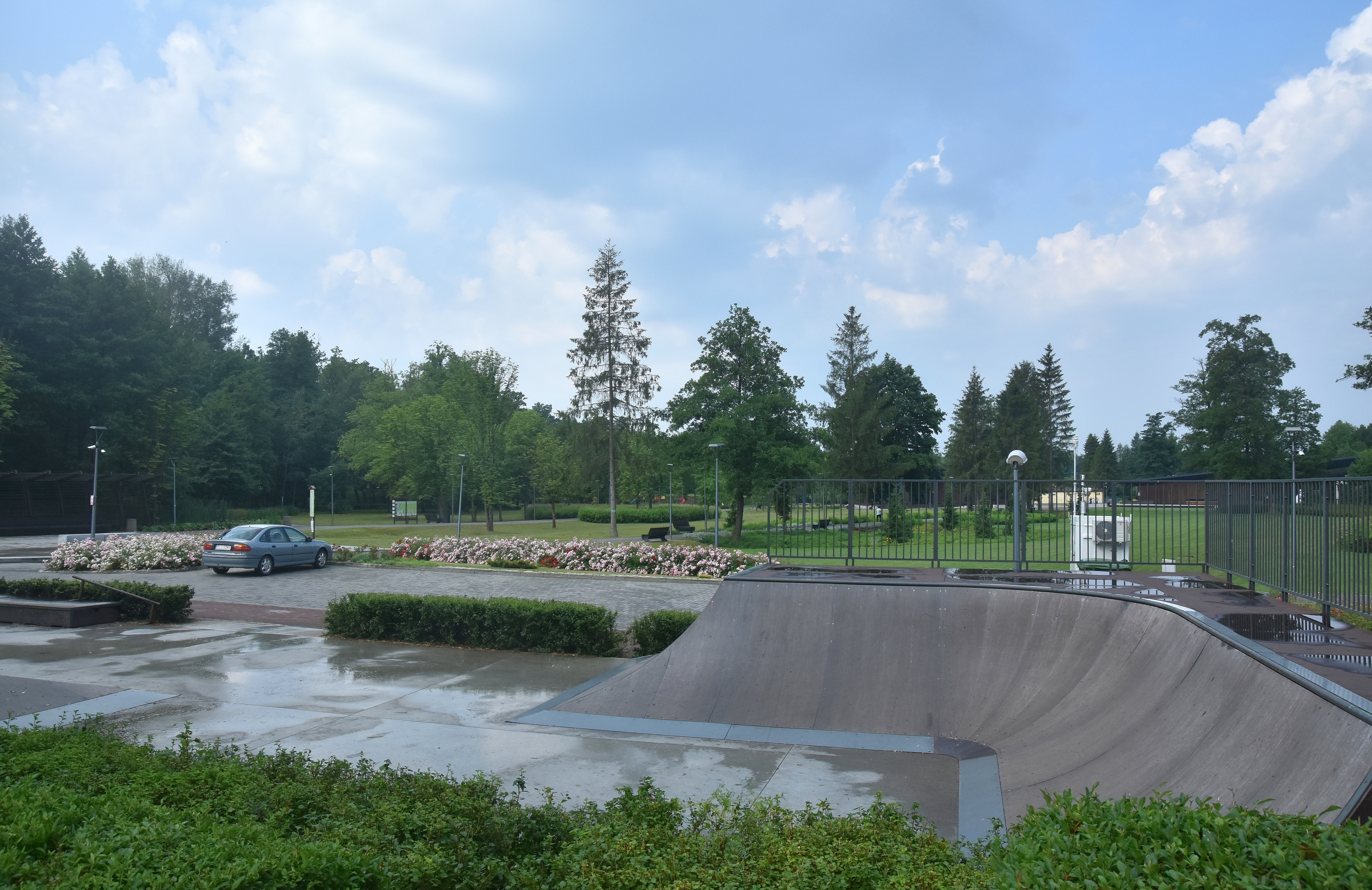
Skatepark
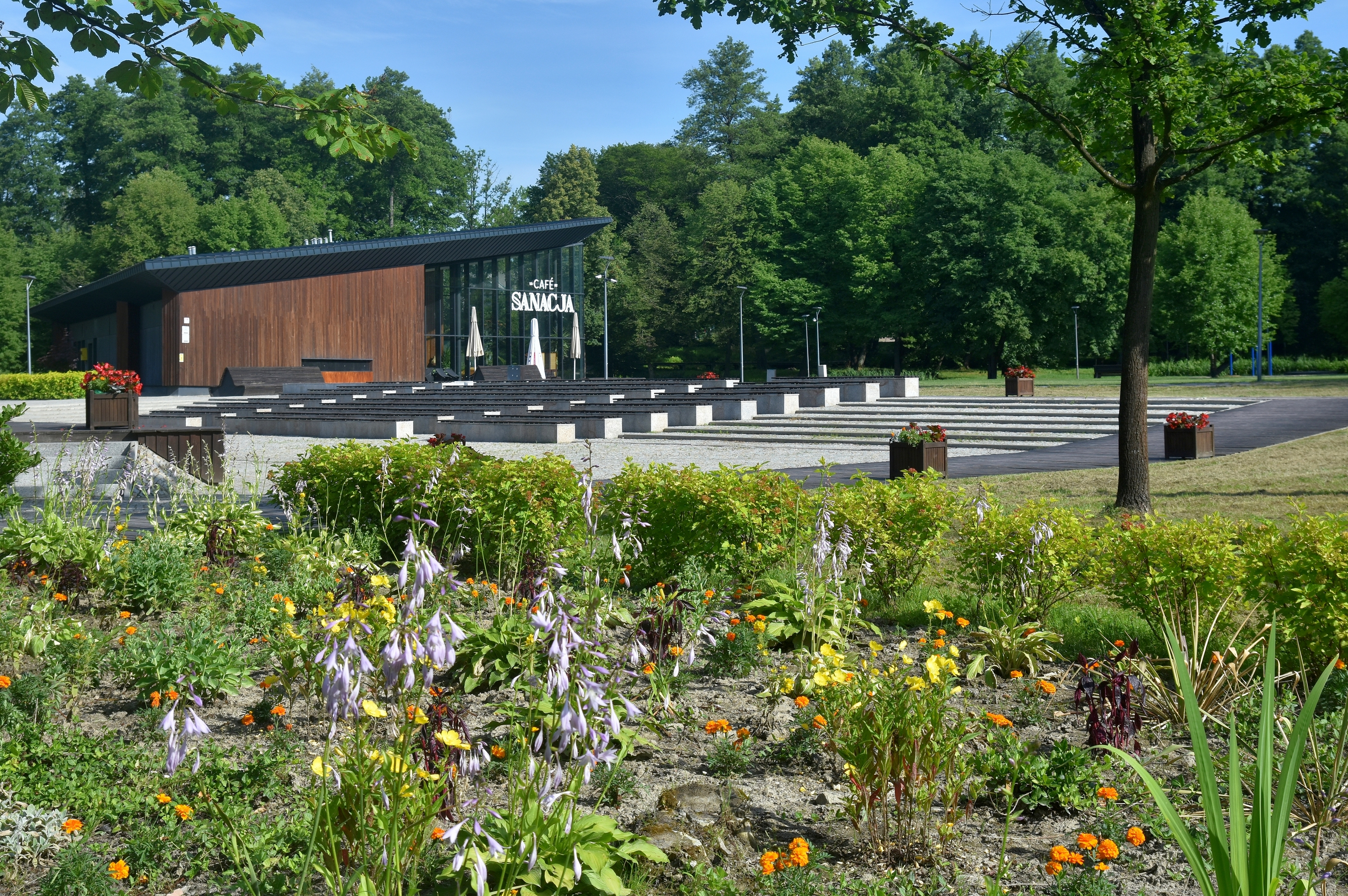
Amfiteatr

W latach 2010–2011 z inicjatywy Stowarzyszenia Przyjaciół Ziemi Horynieckiej i we współpracy z Fundacją Zygmunta i Jana Karłowskich oraz wsparciu prof. dra hab. Kazimierza Kosiniaka-Kamysza, studenci i pracownicy Uniwersytetu Rolniczego w Krakowie pod kierunkiem prof. dr hab. inż. Urszuli Litwin opracowali koncepcje rewitalizacji Parku Zdrojowego i nieodpłatne przekazali ją Gminie Horyniec-Zdrój. Ryszard Urban, wójt Gminy Horyniec-Zdrój, po konsultacji z Rafałem Sieraczyńskim z pracowni architektonicznej Rysy Architekci postanowił odrzucić proponowane projekty pracowników i studentów Uniwersytetu Rolniczego w Krakowie, uzasadniając je jako historyzujące, szkolne, nienowoczesne oraz niewykonalne. Realizacja według projektu pracowni Rysy Architekci przypadła na lata 2013–2015 za kwotę 10,3 mln zł. Uroczystego otwarcia parku dokonał już nowo wybrany wójt w 2014 roku, Robert Serkis. W uroczystości otwarcia parku w dniu 4 lipca 2015 brali udział między innymi: ówczesny minister pracy i polityki społecznej Władysław Kosiniak-Kamysz oraz przedstawiciele rodziny Karłowskich.

## Park współcześnie
W wyniku przeprowadzonej rewitalizacji stworzono nowy układ architektoniczny parku z wyodrębnioną osią centralną. Główna aleja połączyła plac wejściowy z placem zdrojowym. W ramach inwestycji zrealizowano założenia wykonując:
- plac zdrojowy o nawierzchni mineralnej z fontanną, a w jego sąsiedztwie pijalnię wody mineralnej i amfiteatr z widownią, wykonane ze szkła i drewna
- plac wejściowy z płyt granitowych z fontanną, a w jego sąsiedztwie skatepark, niewielki parking
- elementy zagospodarowania jak ścieżki parkowe, kładki, trasa spacerowa z deków drewnianych
- plac zabaw dla dzieci i młodzieży, labirynt

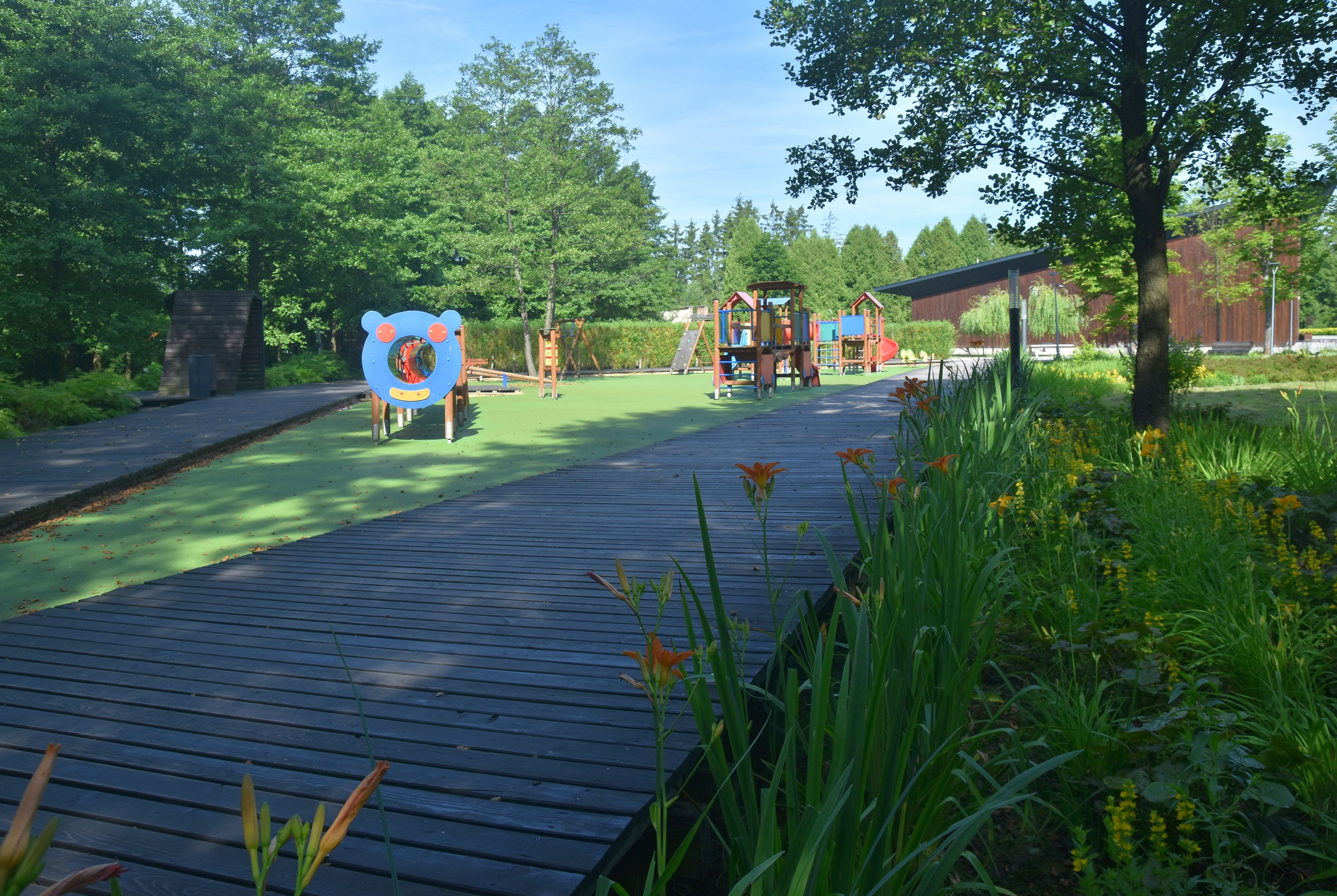
Plac zabaw dla dzieci
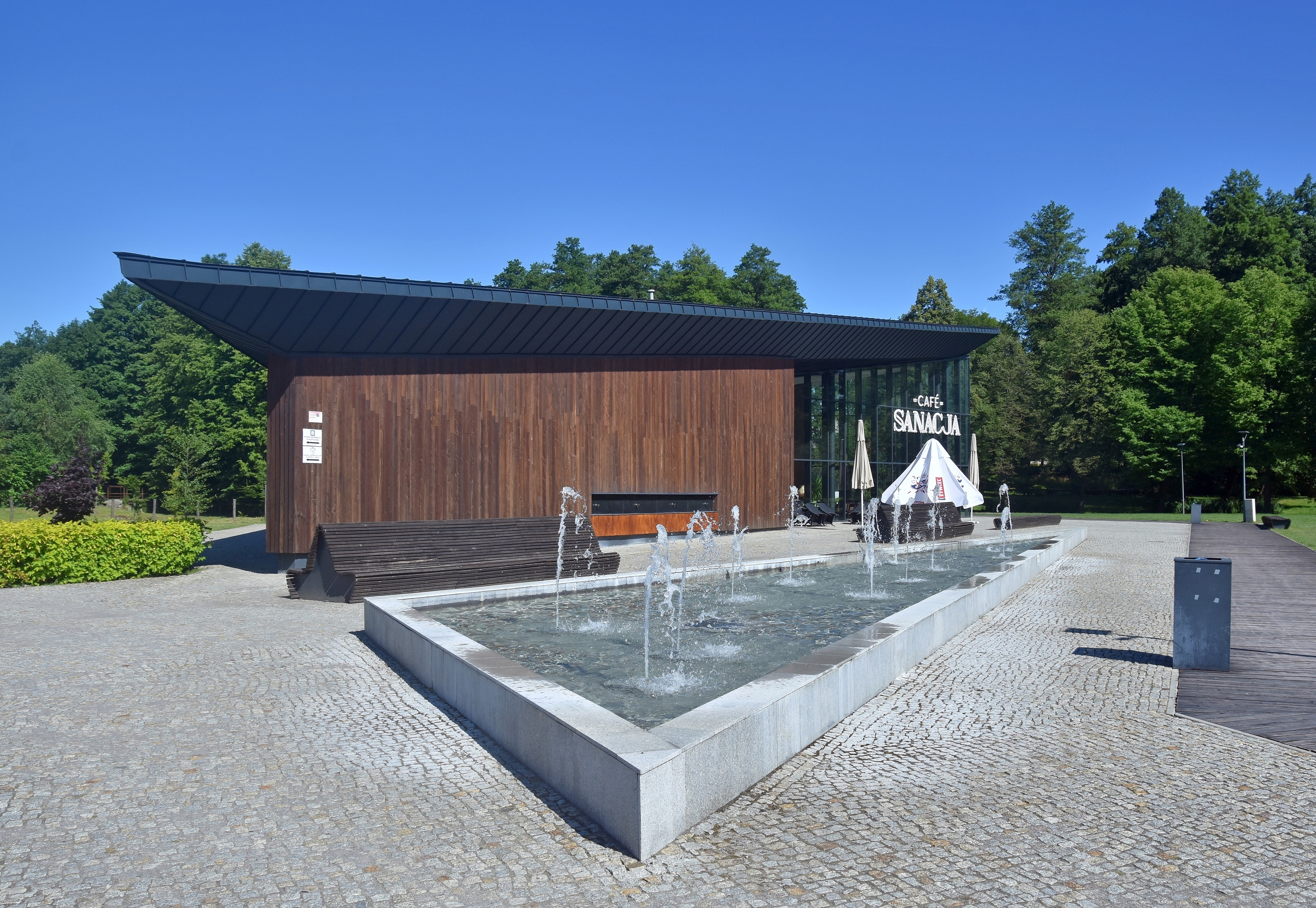
Plac zdrojowy z fontanną
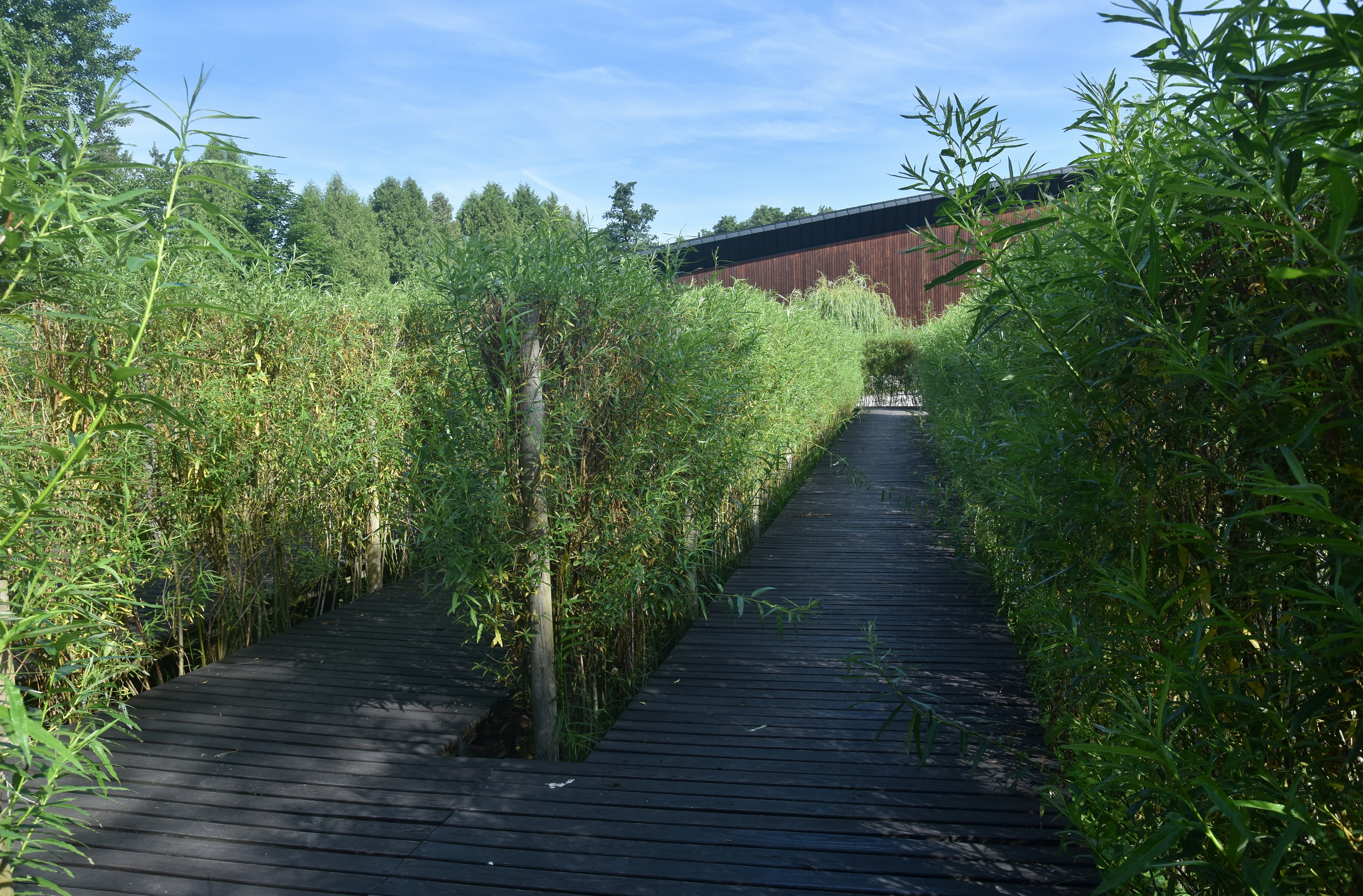
Labirynt

Ukształtowano zieleń parku w sposób podnoszący jej wartość przyrodniczą i estetyczną w nawiązaniu do tendencji panujących w XIX i XX w. Wprowadzenie roślinności drzewiastej, krzewiastej i bylinowej zdeterminowane było potrzebą scalenia przestrzeni parku i stworzenia osi widokowych. Utrzymano naturalny charakter części północnej i południowej, a część centralna zachowała istniejący charakter polany rekreacyjnej.